# أشلي ووكر
أشلي ووكر (22 يونيو 1844 - 26 مايو 1927) (بالإنجليزية: Ashley Walker)‏ هو لاعب كريكت بريطاني.